# ターゲット・ドローン

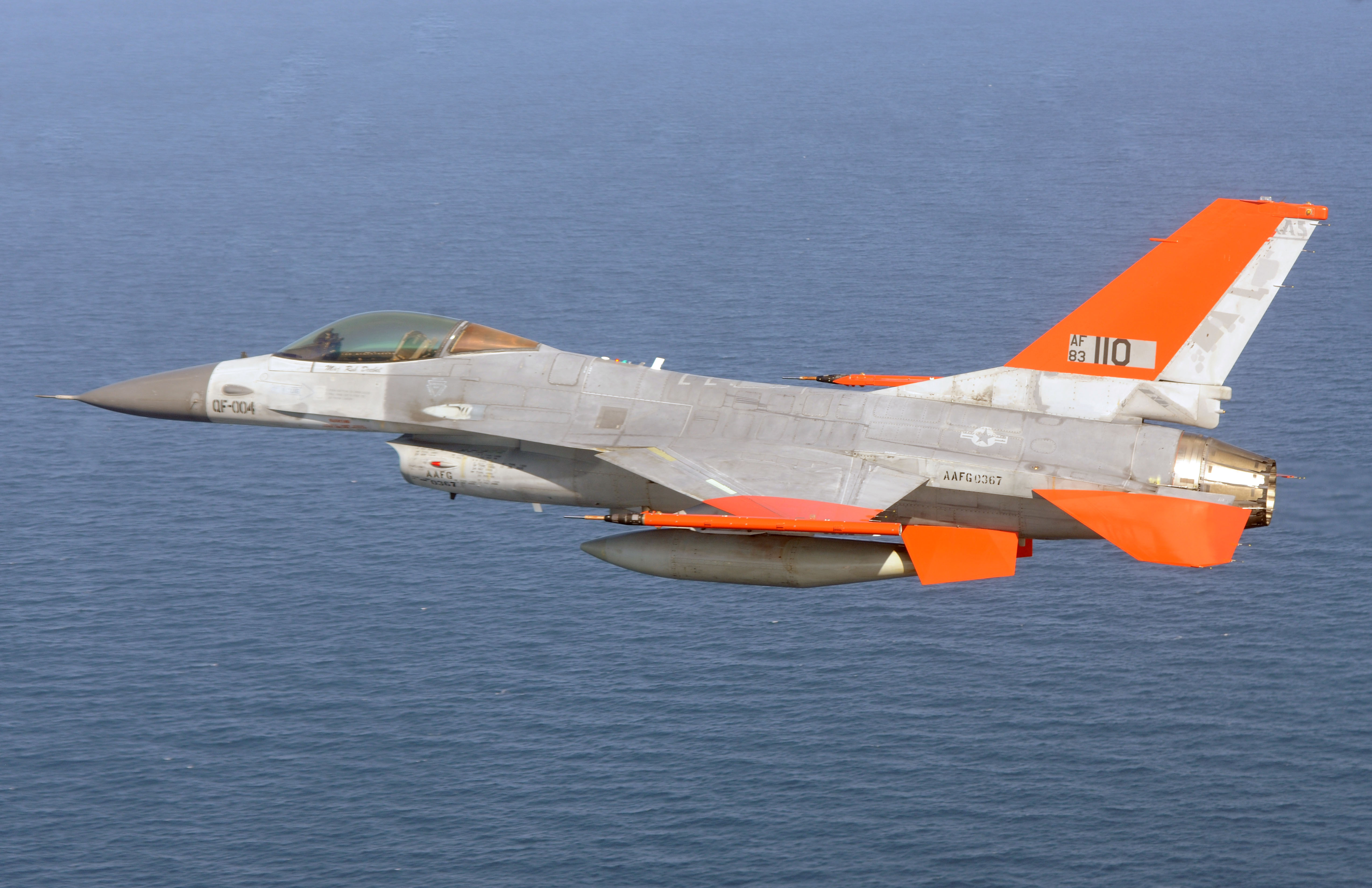
メキシコ湾上空で最初の無人飛行を行ったQF-16ターゲット・ドローン

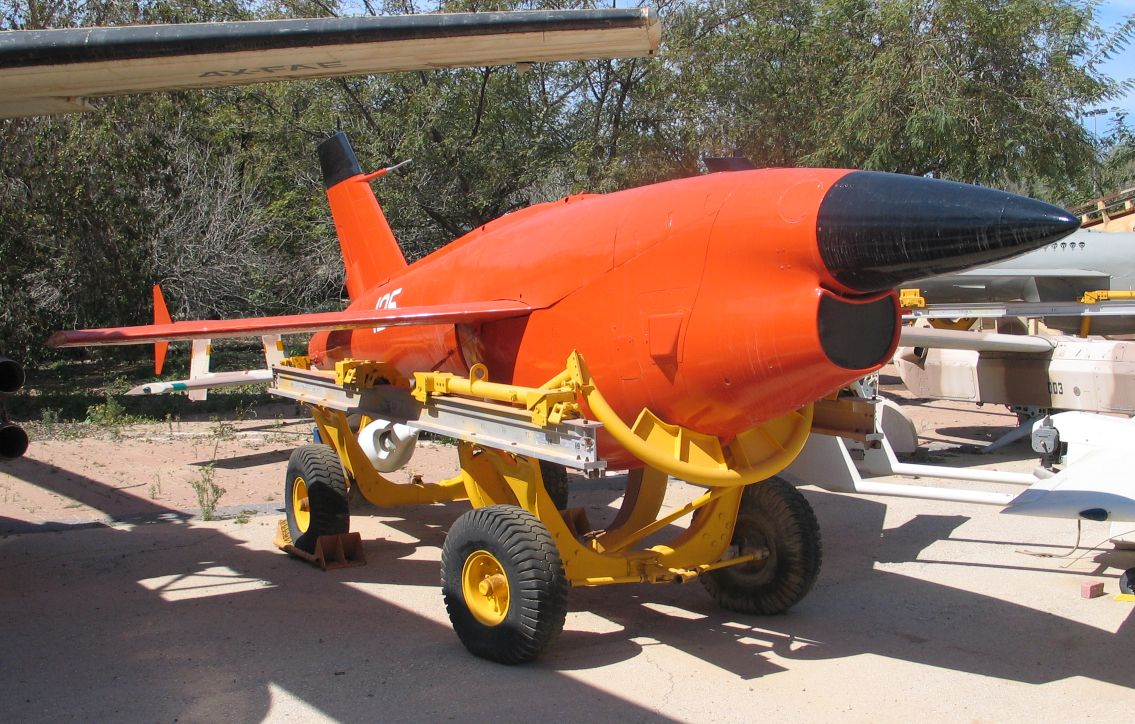
ターゲット・ドローンとして使用されるライアン・ファイアビージェット推進ドローン

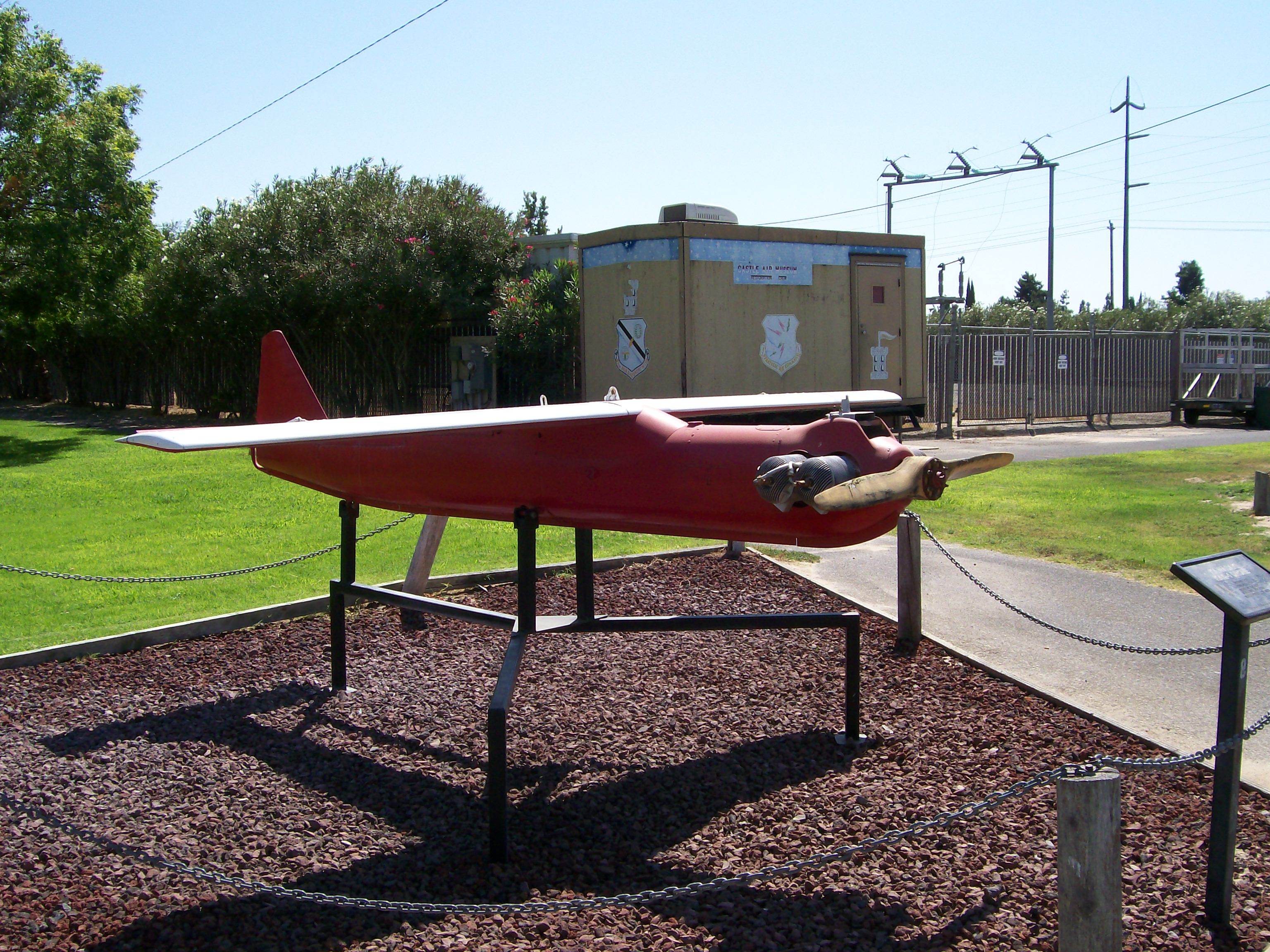
空対空ミサイル等で使用されるラジコン操作のKAQ-1ターゲット・ドローン

ターゲット・ドローン（英語: target drone）は、遠隔操作される標的機で、通常は対空要員の訓練に使用される。

## 概要
最も初期のドローンの1つには、1931年頃から運用されている英国のタイガー・モス練習機の派生型である無線操縦が可能なクイーンビー(Queen Bee)であった。最も単純な形では、ターゲット・ドローンはラジコン模型飛行機に似ている。より近代的なドローンは、有人航空機を模倣するために、対抗措置、レーダーおよび同様のシステムを使用する場合がある。
英国では、旧式のイギリス空軍とイギリス海軍のジェット機やプロペラ機(1950年代～1990年代にかけてスランベドル空港で使用されたフェアリー ファイアフライ、グロスター ミーティア、デ・ハビランド シービクセンなど)も遠隔操作ドローンに改造されているが、コストがかかっている。
予算が豊富なアメリカ軍では、引退した航空機または現役の旧型機（QF-4ファントムIIやQF-16ファイティング・ファルコンなど）を、アメリカ空軍、アメリカ海軍、アメリカ海兵隊がフルスケール航空ターゲットとして遠隔操縦で転用していた。